# دریاچه تنهایی

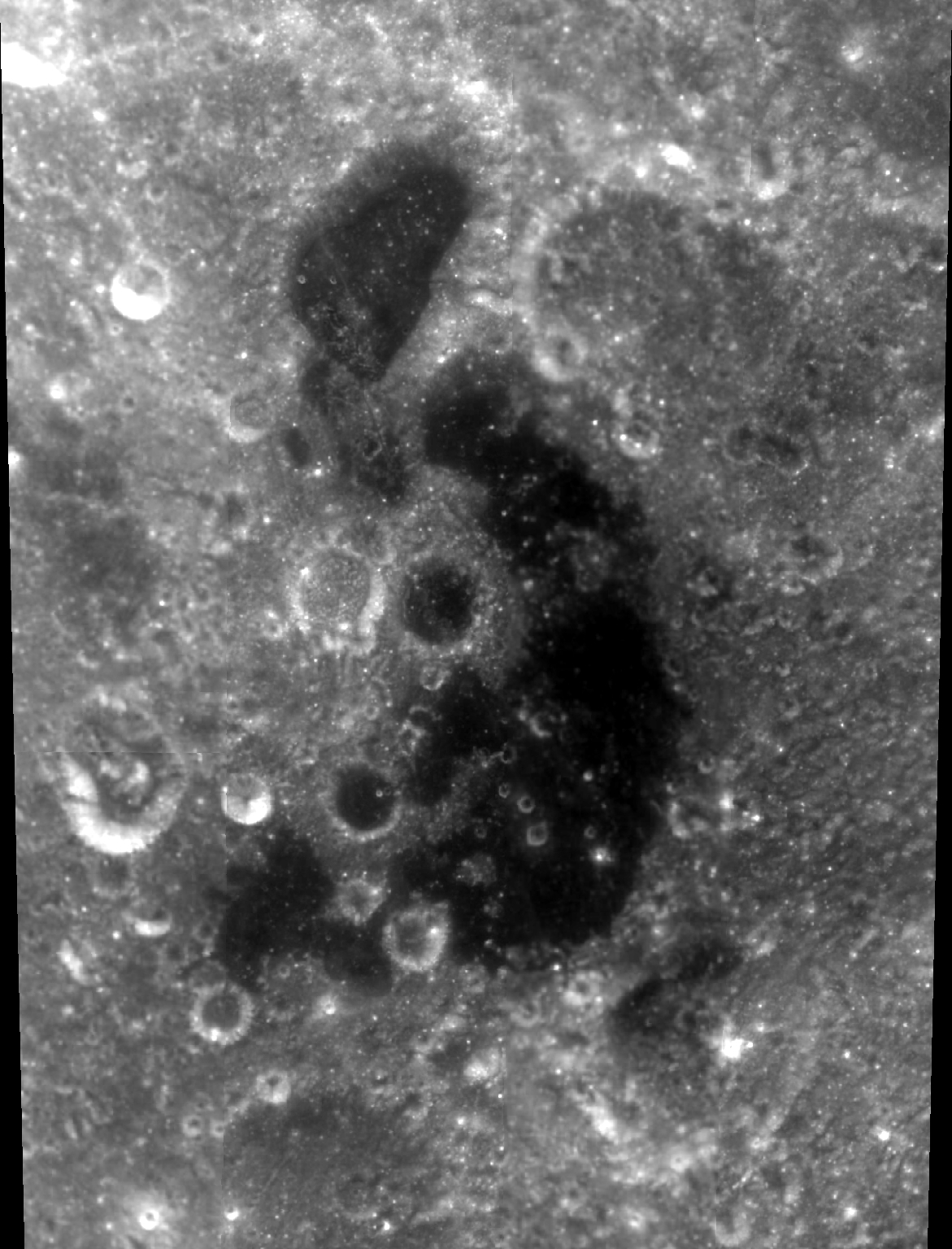
دریاچهٔ تنهایی

دریاچهٔ تَنهایی (به لاتین: Lacus Solitudinus) یکی از دریاچه‌وارها بر سطح کرهٔ ماه است.
این دریاچه‌وار در آن نیمهٔ ماه قرار گرفته که از دید زمینیان پنهان است.
مختصات ماه‌نگاشتی این دریاچه‌وار 27.8° جنوبی و 104.3° شرقی و قطر محیط آن ۱۳۹ کیلومتر است.
دریاچهٔ تنهایی شکلی طاق‌مانند دارد که قسمت کاو (مقعر) آن رو به شمال غربی قرار گرفته.
در سمت شمال غربی منتهی‌الیه شمالی آن دهانه باودیچ واقع شده که پهنه‌ای پوشیده از بازمانده‌های گدازه است.